# Urban Legend 3
Urban Legend 3 (Urban Legends: Bloody Mary) è un film del 2005 diretto da Mary Lambert.
Il film destinato al mercato home video è il terzo capitolo di una trilogia, iniziata con Urban Legend e proseguita con Urban Legend - Final Cut.
Urban Legend 3 non segue la trama dei due precedenti, abbandonandone quindi anche gli elementi slasher in favore di elementi soprannaturali.

## Trama
Salt Lake City, 1969. Tre giocatori di football cercano di drogare e violentare le ragazze che hanno invitato al ballo del liceo; mentre il loro piano funziona con due delle ragazze, la terza, Mary Banner, cerca di fuggire. Il capitano della squadra la insegue in un ripostiglio e la colpisce con un pugno, in seguito al quale la ragazza sviene facendogli credere di averla uccisa. Il giovane atleta entra così nel panico e nasconde il corpo della ragazza in un baule. Quando Mary si risveglia, scopre di essere stata chiusa nel baule e resta intrappolata lì dentro fino a morire di fame e sete.
Trent'anni dopo, la storia viene rievocata da tre liceali durante un pigiama-party. Una di loro, Samantha Owens, ha scritto un articolo sul giornale scolastico, suscitando dubbi sulle abilità dei giocatori di football venendo per questa trattata da emarginata, assieme alle amiche e al fratello David, dall'intera scuola. Durante la festa le tre amiche evocano scherzosamente Bloody Mary, e la mattina successiva nessuno riesce a trovarle. Solo a fine giornata, le tre ricompaiono, dopo essersi svegliate in un vecchio mulino abbandonato, apparentemente drogate e senza sapere come ci sono arrivate. Mentre la maggior parte della gente sospetta un inganno da parte delle tre, Samantha e David iniziano ad avere dei dubbi sui membri della squadra di football.
Mentre Samantha è perseguitata da visioni di una ragazza morta, con la faccia coperta di sangue, diversi studenti muoiono in circostanze misteriose che richiamano leggende metropolitane: il giocatore di football Roger Dalton muore bruciato in un lettino abbronzante; Heather Thompson, la fidanzata del capitano della squadra, Buck, si taglia la faccia con uno specchio dopo che innumerevoli ragni le sono spuntati da un brufolo sul viso; infine Tom Higgins, altro giocatore di football, muore per un elettro-shock mentre sta urinando su una vecchia recinzione elettrica. Buck incolpa delle morti i fratelli Owens. Prima di morire, Heather aveva cercato di raccontare a Samantha che quello che sta succedendo in città è già accaduto prima; nei libri che gli ha lasciato, Samantha trova delle note di Heather sulla scomparsa di Mary Banner e sui rapimenti del 1969, oltre a quelle che si riferiscono agli omicidi avvenuti all'accademia cinematografica del film precedente. Cercando collegamenti negli archivi del giornale scolastico, Samantha e David scoprono che il corpo di Mary non è mai stato trovato, che un'altra delle vittime si è uccisa anni prima e che la terza, Grace Taylor, vive ancora in città.
I due vanno così a trovare Grace, la quale sostiene che Mary, o meglio la sua "forza vitale", si sta vendicando sui figli delle cinque persone coinvolte nel suo rapimento, ma non può (o non vuole) rivelarne i nomi. Mentre Samantha è incline a crederle, David rimane scettico e pensa che Grace potrebbe essere l'assassino. Così inizia a perlustrare la roulotte dove Grace vive, e trova una collezione di quadri su leggende metropolitane prodotta da Grace stessa; scopre inoltre che è stata Grace a inviare le note a Heather. I fratelli vanno così ad avvertire Buck, che ammette di essere il responsabile, assieme ai suoi compagni di squadra, del rapimento di Samantha e delle sue amiche, e per questo la incolpa della morte dei suoi amici. Egli rivela anche che suo padre, il coach, era uno dei rapitori del 1969, ma che non ha ferito Mary. Samantha comunque sospetta che sia stato proprio l'allenatore a uccidere Mary quando lo vede posare dei fiori sulla sua tomba. Il suo patrigno, Bill Owens che ha sentito i suoi sospetti, la invita a rivelargli ogni prova in suo possesso.
Intanto, uno sconvolto Buck cerca di rilassarsi ubriacandosi e guardando un porno in un motel. Addormentatosi, si risveglia dopo aver sentito uno strano rumore e trova il cadavere del suo cane (che pensava avesse leccato le sue dita durante la notte) nell'armadio, con una scritta che dice "Anche le persone sanno leccare". È poi attaccato da Mary, che sbuca da sotto il suo letto e lo massacra con una bottiglia rotta. La mattina dopo, quando non si presenta a scuola, inizia a spargersi la voce della sua morte.
Samantha e David iniziano subito a indagare sull'identità del quinto rapitore, la prima attraverso vecchie fotografie, il secondo andando di nuovo a parlare con Grace. Questa continua a nascondere i nomi dei rapitori, ma gli suggerisce di cercare negli archivi della scuola. Attraverso di questi, egli scopre l'identità della quinta persona e corre subito a casa, ma scopre che la sorella è uscita e viene soffocato da un uomo incappucciato. Samantha intanto continua ad avere visioni su Mary, scoprendo l'ubicazione del baule in cui Mary era stata rinchiusa viva. Va anche a trovare Grace, che le dice di trovare e seppellire il cadavere di Mary e, riluttante, l'accompagna a scuola. Mentre Grace l'aspetta in macchina, Samantha trova il ripostiglio e il baule con corpo; l'uomo incappucciato l'ha però seguita nel ripostiglio, ma Samantha riesce a rinchiudercelo dentro, portandosi dietro i resti di Mary.
Trovando Grace addormentata, Samantha guida fino al cimitero, dove inizia a scavare una fossa per Mary sotto la sua pietra tombale. Arriva anche il suo patrigno, che Samantha stessa aveva chiamato, e l'aiuta a scavare, ma improvvisamente la colpisce con la pala. Seguendo la figliastra per il cimitero, il signor Owens confessa di essere stato lui a rinchiudere Mary nel baule e di aver anche ucciso il suo figliastro, David. Infine cattura Samantha e sta per decapitarla quando appare Mary nella sua forma umana. Sorridendo a Samantha, abbraccia il signor Owens, per poi tornare nella sua forma spettrale e trascinarlo nella fossa.
Quando Samantha si risveglia, la tomba è circondata dalla polizia e dal personale medico, che sta recuperando il corpo del suo patrigno. Il signor Owens è dichiarato morto per un infarto mentre cercava di liberarsi dei resti di Mary Banner, e Grace ricorda a Samantha che adesso anche lei è una leggenda metropolitana.

## Colonna sonora
Le musiche del film sono eseguite da Niki Harris.

## Distribuzione
Si tratta del primo film della serie Urban Legend a essere distribuito direttamente per il mercato casalingo.

### Date di uscita
Le date di pubblicazione internazionali sono:
- Argentina: Leyendas urbanas - El fantasma del espejo, 19 luglio 2005
- Spagna: Leyenda urbana 3, 19 luglio 2005
- Regno Unito, 19 luglio 2005
- Stati Uniti: Urban Legends: Bloody Mary, 19 luglio 2005
- Paesi Bassi, 2 agosto 2005
- Ungheria, 3 agosto 2005
- Brasile, 20 agosto 2005
- Germania: Düstere Legenden 3, 23 agosto 2005
- Belgio, 24 agosto 2005
- Francia: Urban legend 3, 24 agosto 2005
- Canada: Légendes urbaines 3 - La légende de Bloody Mary, 30 agosto 2005
- Messico, 9 settembre 2005
- Australia, 21 settembre 2005
- Italia: Urban Legend 3, 11 ottobre 2005
- Giappone, 23 novembre 2005

## Accoglienza

### Critica
Per Dread Central si tratta di un proseguimento non ben riuscito della serie Urban Legend, tanto che della sua esistenza non se ne accennerebbe nemmeno sul sito ufficiale della Sony. Con un occhio ai «soliti» personaggi, viene messa più o meno in risalto la trama secondaria che ruota attorno al conflitto «fighetti vs. nerd», la quale manca di realismo, «ma è perdonabile semplicemente per il fatto che ciò si è visto milioni di volte». Infine si sottolinea la buona premessa iniziale e la sceneggiatura intelligente, nata incrociando il genere horror anni '90 con quello più recente, individuando delle similutidini tra il personaggio di Mary e quello di Samara in The Ring.
Splatter Container assegna al film un totale di 2 stelle e mezzo su 3, citando l'influenza e il riferimento diretto a film come Candyman, The Ring e Le verità nascoste per la funzionalità della trama. Sebbene vengano elargite note positive ad alcune scene originali, il film è in generale stroncato dalla critica del sito di cinema. Secondo MyMovies, il film, specie con riguardo all'antagonista Mary Lambert, è in debito coi j-horror dai quali vengono presi in prestito alcuni tratti, ma nonostante ciò l'elemento soprannaturale (nuovo per la serie) non riesce a dare l'originalità sperata alla storia.
Horror Movie approfondisce quanto accennato dai due precedenti siti cinematografici, considerando il film un generale fallimento, comprese le numerose citazioni a Candyman fatte «per pararsi le spalle» da possibili accuse di plagio. Il film, che viene avvicinato al suo predecessore per il fatto di essersi rivelato una delusione, viene criticato in particolar modo per la trama in definitiva poco sostanziosa che quindi viene riempita di omaggi e riferimenti al cinema dell'orrore asiatico e ad altri titoli per non cadere nel vuoto. Tra le altre cose messe sotto una luce negativa, i personaggi stereotipati, le «morti fantasiose che molto richiamano quelle della saga Final Destination» (tra tutte la scena del ragazzo nel solarium), inoltre la «tragica figura del fantasma in cerca di vendetta che vuole essere trovato e ricordato» ricorderebbe The Ring e The Call. Un giudizio positivo, invece, agli effetti speciali e «le sequenze di morte, tutte costruite secondo famose leggende metropolitane e con gradevoli effetti gore/splatter dove richiesto».

## Leggende urbane utilizzate
Le seguenti leggende metropolitane appaiono all'interno del film:
- Martha introduce i sequestri del 1969 come a una leggenda urbana.
- Samantha fa riferimento alla leggenda secondo cui mangiare Pop Rocks, subito dopo seguiti da una bibita gassata, provochino l'esplosione dello stomaco.[6]
- Martha fa riferimento alla leggenda di un ragazzo che muore incastrato con un braccio in un distributore di bibite e quindi seppellito sotto il distributore stesso. Più tardi succede quasi la stessa cosa a Buck.
- Samantha, Martha e Mindy evocano Bloody Mary.[7]
- Roger viene bruciato su un lettino abbronzante.[8]
- Heather si sveglia accorgendosi di uno strano gonfiore della sua guancia, salvo poi scoprire che si tratta in realtà di un nido di centinaia di ragni al di sotto di essa.[9]
- Tom è folgorato mentre urina su una recinzione elettrica.[10]
- La bottiglia di Buck contiene il dito amputato dal corpo di Tom.[11][12][13]
- Buck viene calmato dalle apparenti leccate del suo cane, ma dopo scopre il cadavere dell'animale con la scritta sopra "anche le persone possono leccare".[14]
- Buck viene attaccato da Mary, nascosta sotto il suo letto.[15]
- David suggerisce scherzosamente che qualcuno possa aver rimosso i reni di Buck.[16]

## Riprese
Le riprese sono state effettuate a Salt Lake City.